# Jamesville (Carolina del Nord)
Jamesville è una città degli Stati Uniti d'America situata nella Carolina del Nord, nella Contea di Martin.